# Contrabando (filme)
Contrabando (Contraband) é um filme americano de ação e suspense dirigido por Baltasar Lormákur. Protagonizado por Mark Wahlberg que lidera o elenco seguido por Kate Beckinsale. Antagonizado por Giovanni Ribisi, Diego Luna, Ben Foster e J.K. Simmons, o filme é um remake de Reykjavik-Rotterdam, no qual o diretor Kormákur chega a atuar . Foi lançado a 13 de Janeiro de 2012 nos EUA pela Universal Pictures. A Película cinematográfica foi distribuida em Portugal pela Zon Lusomundo Audiovisuais

## Sinopse
Um thriller galopante sobre um homem que tenta deixar para trás o mundo do crime, e considera a sua família, fazendo tudo para a proteger. Tendo Nova Orleães como cenário, o filme explora o sombrio e perigoso mundo do contrabando internacional, cheio de criminosos desesperados e polícias corruptos, altas apostas e grandes pagamentos, onde a lealdade raramente existe e a morte está ao virar da esquina.
Há muito que Chris Farraday (Wahlberg) deixou a vida do crime, mas depois do seu cunhado Andy (Caleb Landry Jones) estragar um negócio de droga ao seu cruel patrão, Tim Briggs (Giovanni Ribisi), Chris vê-se obrigado a voltar a fazer aquilo que ele faz de melhor – contrabando – para pagar a dívida de Andy. Chris é um lendário contrabandista e rapidamente forma uma equipa com a ajuda do seu melhor amigo Sebastian (Ben Foster), para um golpe final no Panamá, na esperança de trazer milhões de notas falsas.
Mas quando o plano se desmorona na hora de alcançar o dinheiro, Chris terá de recorrer às suas enferrujadas habilidades para navegar por uma traiçoeira rede criminosa de traficantes de droga, polícias e assassinos antes da sua mulher Kate (Kate Beckinsale) e dos seus filhos se tornarem o alvo.

## Elenco
- Estúdio: Cinevídeo (RJ)
- Mídia: Blu-ray / DVD / Televisão (Record) / TV Paga
- Direção: Jorge Vasconcellos
- Tradução: Leonardo Santhos

| Personagem      | Ator / Atriz          | Dublagem           |
| --------------- | --------------------- | ------------------ |
| Chris Farraday  | Mark Wahlberg         | Marcus Jardym      |
| Kate Farraday   | Kate Beckinsale       | Adriana Torres     |
| Sebastian Abney | Ben Foster            | Peterson Adriano   |
| Tim Briggs      | Giovanni Ribisi       | Marcelo Garcia     |
| Danny Raymer    | Lukas Haas            | Clécio Souto       |
| John Bryce      | Robert Wahlberg       | Carlos Comério     |
| Capitão Camp    | J.K. Simmons          | Carlos Seidl       |
| Andy            | Caleb Landry Jones    | Marcos Souza       |
| Walter          | Jason Mitchell        | Renan Freitas      |
| Bud Farraday    | William Lucking       | Jorge Vasconcellos |
| Tommy Raymer    | Kent Jude Bernard     | Duda Espinoza      |
| Jim Church      | David O'Hara          | Élcio Romar        |
| Tarik           | Lucky Johnson         | Luiz Carlos Persy  |
| Olaf            | Ólafur Darri Ólafsson | Mauro Ramos        |
| Gonzalo         | Diego Luna            | Duda Ribeiro       |
| Desmond         | Jackson Beals         | Bruno Rocha        |
| Jeanie          | Jaqueline Fleming     | Bia Barros         |
| Michael         | Connor Hill           | Eduardo Drummond   |
| Edwin           | Viktor Hernandez      | Guto Nejaim        |
| Eddie           | Bryce McDaniel        | André Luis         |
| Benito          | J. Omar Castro        | Duda Espinoza      |
| Dono da casa    | John Wilmot           | Jorge Vasconcellos |
| Sadie           | Juliette Enright      | Fernanda Ribeiro   |
| Laird           | Turner Crumbley       | Walmir Barbosa     |
| Placas          |                       | Jorge Vasconcellos |
| Locutor         |                       | Ricardo Vooght     |